# موراي هود
موراي هود هو لاعب هوكي الجليد كندي، ولد في 17 نوفمبر 1964 في تورونتو في كندا.

## وصلات خارجية
- موراي هود على موقع EliteProspects.com (الإنجليزية)
- موراي هود على موقع HockeyDB.com (الإنجليزية)